# William Colby
William Egan Colby (4 de enero de 1920-27 de abril de 1996) trabajó en inteligencia para los Estados Unidos, culminando con su nombramiento como director general de Inteligencia desde septiembre de 1973 hasta enero de 1976.
Durante la Segunda Guerra Mundial sirvió en la Oficina de Servicios Estratégicos (OSS). Después de la guerra se unió a la recién creada CIA. Antes y durante la Guerra de Vietnam, Colby sirvió como Jefe de la estación en Saigón, Jefe de la CIA's Far East Division y cabeza del Desarrollo de Operaciones Civiles y Rurales; era responsable del Programa Phoenix. Después de Vietnam, Colby se convirtió en el director de Inteligencia Central y durante su permanencia reveló información sobre las actividades de la inteligencia americana al comité Church-Pike del Congreso. Colby sirvió como Director de Inteligencia para el presidente Richard Nixon y el presidente Gerald Ford y sería reemplazado el 30 de enero de 1976 por el futuro presidente George H.W. Bush.
En 1974 declaró que "Estados Unidos tiene derecho a actuar ilegalmente en cualquier región del mundo, acumular investigaciones en los demás países y hasta llevar a cabo operaciones tales como la intromisión en los asuntos internos chilenos".